# Scenstrålkastare

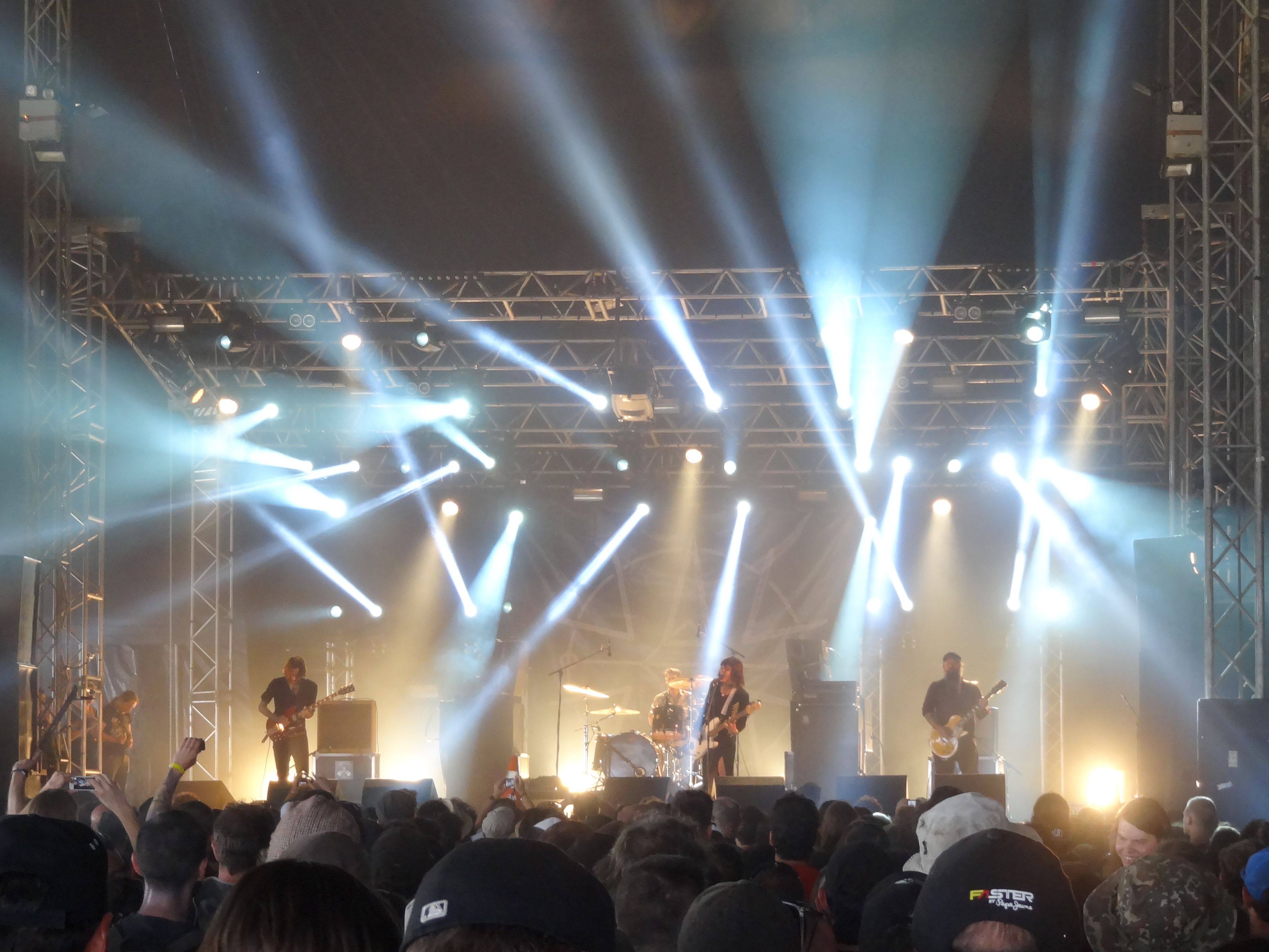
Scenstrålkastare på Hellfest, Frankrike 2014.

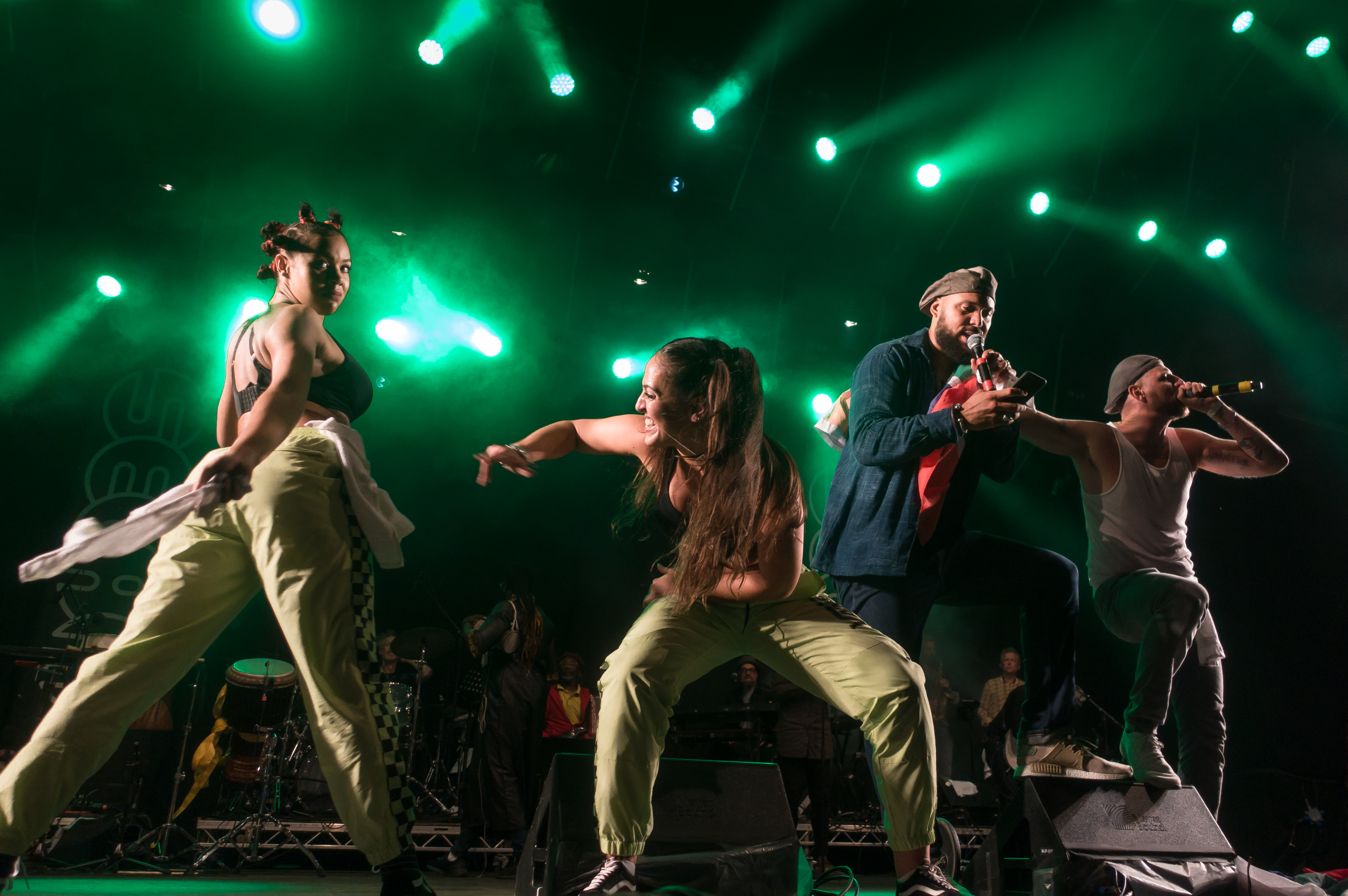
Kaliffa och Jens Malmlöf med dansare uppträder på Gustav Adolfs torg på Stockholms Kulturfestival 2019. Scenstrålkastarna växlar rytmiskt i färger under showen.

Scenstrålkastare används för att belysa scener. För scenbelysning används fyra huvudtyper av strålkastare: profiler, fresneler, flodljus och effektljus.
Teaterstrålkastare är ofta försedda med halogenlampor på effekter mellan 500 och 2 000 W. Det finns även större och mindre samt andra typer av ljuskällor. Lampornas intensitet regleras vanligen av ljussättare genom att dra i ett skjutreglage på ett ljusbord. Skjutreglaget påverkar steglöst i sin tur en tyristor eller TRIAC-kraftenhet (dimmer) som ökar eller minskar ljusflödet. Ljusborden är ofta datorstyrda och ljusteknikern går från en ljussättning till en annan genom att dra en cross-fader från ena läget till det andra efter att först programmerat in alla inställningar.

## Profilstrålkastare

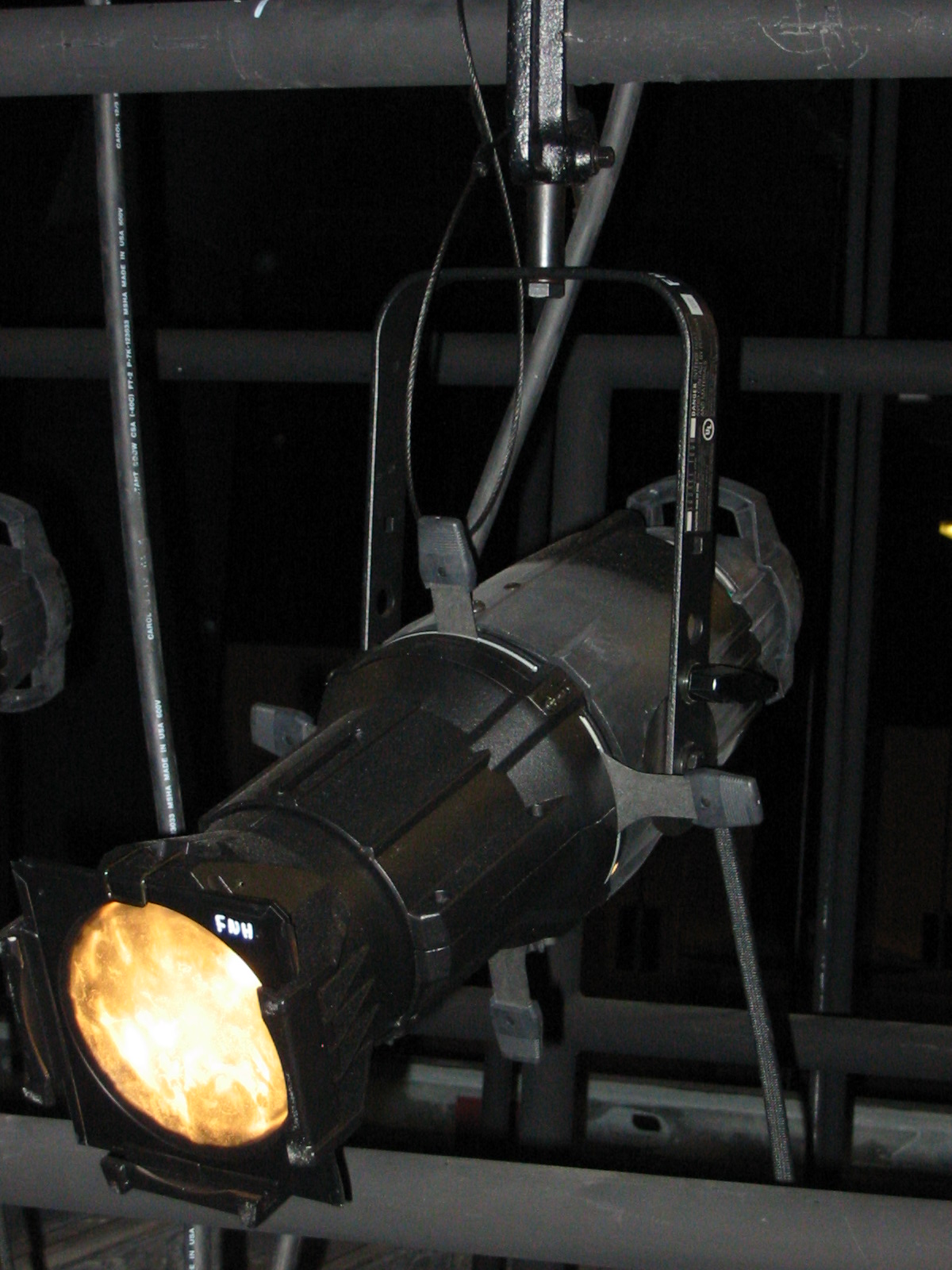
En profilstrålkastare av typen Source Four ERS

Profilstrålkastare har, förutom reflektor, en eller fler glasklara linser som kan fokuseras och zoomas. Även ljuskällan (lampan) kan justeras i läge. Normalt finns fyra sidledes justerbara spadar av värmetålig metallegering i armaturens fokus. Vidare brukar även en hållare för gobos finnas. I framkanten finns en hållare för färgfilter.
Strålkastarens ljus kan göras mer eller mindre skarpt avgränsat genom att flytta linsen in eller ur fokus samt med olika typer av filter framför lampan. Dess uppgift är att accentuera vissa platser på en scen och fungerar som ljussättarens finaste pensel.

### Följespot
En så kallad följespot är en profilstrålkastare som försetts med bland annat stativ och irisbländare som följer artister och skådespelare på scenen.
Super Trouper är ett varumärke för en typ av följespot som tillverkades av Ballantyne Strong i Omaha, Nebraska. Tillverkningen, försäljning och underhållet såldes 2015 till Syncrolite i Dallas. Super Trouper var inspirationen till Abbas sång Super Trouper på albumet med samma namn.

## Fresnelstrålkastare
Fresnelstrålkastare (ofta kallade fresneler) har till skillnad från profilstrålkastare ett glas som är utformat för att ge ett diffust ljus. Glaset kan vara frostat eller gjutet så att ljusstrålarna bryts upp. Framför linsen sitter ofta en hållare för färgfilter och barn-doors, vilket är fyra skugglappar i metall.
Dess uppgift är att åstadkomma en uppmjukning av ljuset från en profilstrålkastare ungefär som när konstnären spångar (svampar) på en färg på en duk eller gnider ut färgen på annat sätt exempelvis på scengolvet. De nyare fresnelerna finns även med LED-teknik och är av låg vikt. Vid användning av fresnelstrålkastare med LED-teknik behövs inte färgfilter, istället ställs färgen in med hjälp av ett RGB-värde (rött, grönt, blått) mellan 0 och 255 och ett digitalt ljusbord eller med en DMX-switch.

## Flodljus
Flodljus saknar lins och har ofta en paraboliskt välvd reflektor med ett långt halogenrör i sitt fokus. Den har även en hållare för färgfilter. Dess uppgift är att belysa och färgsätta stora ytor ungefär som att stryka på färg med en roller.

## Effektstrålkastare

### Intelligent ljus
Det finns även en stor mängd digitala effektljus som scanners och moving heads med olika typer av goboprojektering (figurer eller former). Dessa används oftast tillsammans med en digital DMX-styrning men kan även användas med en äldre analog styrning.
Genom att använda DMX för att styra ljus används en 3- eller 5-polig XLR-kontakt. Det 5-poliga alternativet används främst för att skilja DMX-kablar från mikrofonkablar, men kan hos vissa tillverkare ge fler funktioner.
Det digitala ljusbordet skickar en signal genom DMX-kabeln till första lampan som fått en egen DMX-adress, därefter skickas DMX-signalen vidare till nästa lampa som också har fått en egen unik DMX-adress. På så sätt kan man styra en stor ljusrigg med endast en kabel från ljusbordet. Antalet beror på hur många DMX-adresser varje lampa behöver till alla sina funktioner. Ett "universum" har 512 kanaler och de flesta mindre DMX-bord har endast ett universum.

### PAR

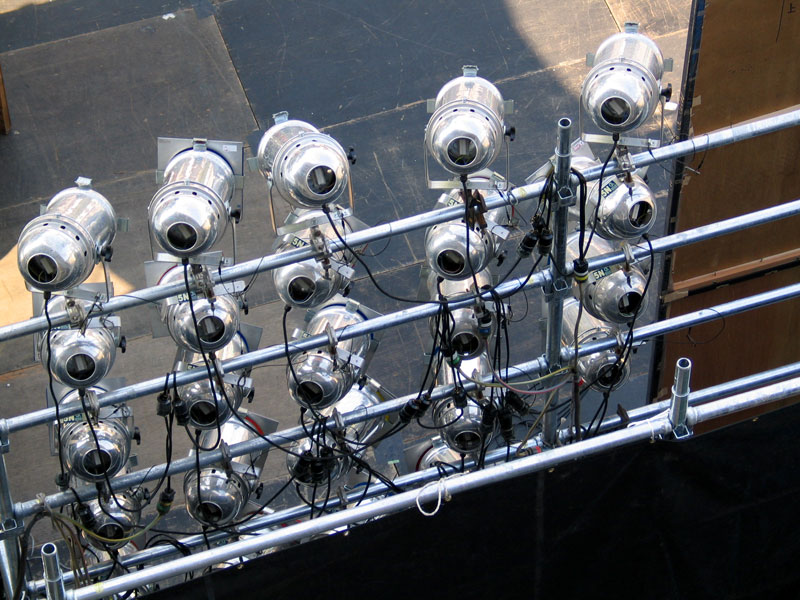
PAR-strålkastare

Parabolisk Aluminiserad Reflektor/ Parabolic Aluminised Reflector (PAR) 64, PAR 56, PAR 38, PAR 36 och så vidare  är ett slags flodljus, men eftersom man använder sealed beam-ljuskällor kan ljusbilden variera från flod till spot, vilket gör den till en typ av effektljus. Siffran i beteckningen anger ljuskällans diameter i åttondels tum.
En PAR-strålkastare används för att ge mycket ljus. Den har låg vikt, stryktålig och är relativt billig. På rockscener hänger ofta PAR-lamporna i klasar fastsatta i rör eller i rad på ett 52mm grovt aluminiumrör eller järnrör. Hänger man dessa på rör så är det normalt sex stycken PAR-lampor med en Socapex- eller Harting-kontakt längst ut på röret. Denna lösning innebär att det räcker med en strömkabel (multikabel) via en minst 6-kanalig digital eller analog dimmerpack.
Även PAR-strålkastare kan förses med barndoors och färgfilter. På stora scener är det vanligast med 1 000 W effekt men det finns urladdningslampor med både högre och lägre effekt.
De finns med både kort och lång tub. De första PAR-lamporna som kom var i svart eloxiderad aluminium men senare har de även tillverkats i högglanspolerad aluminium.
Den minsta PAR-lampan är inte den vanligaste pinspoten (PAR-36) utan PAR 16. PAR 16 använder sig oftast av lampor som har sockeln gy-5. Dessa finns även med LED-teknik och då behövs inte något färgfilter eftersom man ställer in färgen med hjälp av ett RGB-värde (rött, grönt, blått) mellan 0 och 255 och ett digitalt ljusbord eller med en DMX-switch.